# Pierre Bayle
Pierre Bayle (Carla-le-Comte, hoy llamado Carla-Bayle, 18 de noviembre de 1647-Róterdam, 28 de diciembre de 1706) fue un filósofo y escritor francés. Junto con Bernard le Bovier de Fontenelle, 10 años más joven que Bayle, es considerado la gran figura de la primera Ilustración.

## Trayectoria
Nacido en Carla-le-Comte, cerca de Pamiers (Ariège), fue educado por su padre (un pastor hugonote) Jean Bayle († 1685) y su madre Jeanne Bayle, de soltera de Bruguière († 1681). Luego estudió en la academia protestante de Puylaurens (Departamento de Tarn). En 1669 ingresó en un colegio de jesuitas de Toulouse, y se hizo católico un mes después. Diecisiete meses después se arrepintió y regresó al calvinismo pero, para evitar la persecución, huyó a Ginebra, donde descubrió la obra de René Descartes. 
Durante algunos años actuó como institutor en varias familias de París (su apellido se ortografiaba entonces Bèle), y en 1675 fue nombrado catedrático de Filosofía en la Universidad Protestante de Sedan, en las Ardenas, un principado independiente que se había unido a Francia unos 25 años antes.
En 1681 la universidad fue cerrada por el Estado francés, que aumentó la presión sobre los protestantes. Bayle se refugió en los Países Bajos, como muchos otros intelectuales protestantes franceses, y casi inmediatamente después fue nombrado profesor de Filosofía e Historia en la École Illustre de Róterdam, que acababa de inaugurarse. 
Aquí, publicó en 1682 Lettre sur la comète de 1680 que publicaría de nuevo ampliado en 1683 con el título de Pensées diverses sur la comète de 1680. El cometa mencionado es el Halley y lo emplea como excusa para criticar las supersticiones asociadas con los cometas. Afirma que el conocimiento debe ser constantemente comprobado. En la segunda revisión sienta las bases de una moral o ética no dependientes de la religión, en la que defiende la tesis - impensable en la época - de que un ateo no tiene por qué ser inmoral y vicioso. También publicó sus críticas al trabajo de Louis Maimbourg sobre la historia del calvinismo. La gran reputación adquirida por esta crítica fomentó la envidia del compañero de Bayle, Pierre Jurieu, que había escrito un libro sobre el mismo asunto. 
En 1684 Bayle comenzó a publicar Nouvelles de la république des lettres, una especie de periódico de crítica literaria de la que también era el principal contribuidor. El periódico estaba dirigido a aquellos intelectuales que tenían al francés como la lengua de la literatura, la filosofía y la ciencia. Fue el primer intento serio de popularizar la literatura y que tuvo éxito.
Cuando Luis XIV de Francia derogó en 1685 el Edicto de Nantes, que había sido promulgado por Enrique IV, se calcula que unos 200.000 protestantes huyeron de Francia. Bayle reaccionó con dos escritos críticos: Ce que c'est que la France toute catholique sous le règne de Louis le Grand (Lo que la catolicísima Francia (realmente) es bajo el reinado de Luis el Grande; 1686), en la que estigmatiza la intolerancia religiosa y la funesta mezcla de Iglesia y Estado, y Commentaire philosophique sur ces paroles de Jésus-Christ «Contrains-les d'entrer» (Comentario filosófico de las palabras de Jesucristo «Oblígalos a entrar»; 1687), donde se levanta en contra de las conversiones forzadas, señalando que el mismo Jesús nunca obligó a nadie a convertirse y que no tiene sentido imponer un credo a una persona, si su conciencia le dicta otra decisión. Es comparable a la Epístola de Tolerancia de John Locke. Al mismo tiempo, defiende los preceptos de los Evangelios y de las enseñanzas de Jesucristo, en quien percibía una doctrina pacífica donde la coerción estaba ausente.
En 1690 se editó la obra Avis important aux refugiés (Aviso importante a los refugiados'), que Jurieu atribuyó a Bayle y a la que atacó con animosidad. Tras una larga disputa, se le retiró la cátedra a Bayle en 1693. No se amilanó por este golpe, principalmente porque estaba ocupado en la preparación de su Dictionnaire historique et critique (Diccionario histórico y crítico; 2 vols. 1695/1696, 4 vols. 1702).

## Diccionario histórico y crítico

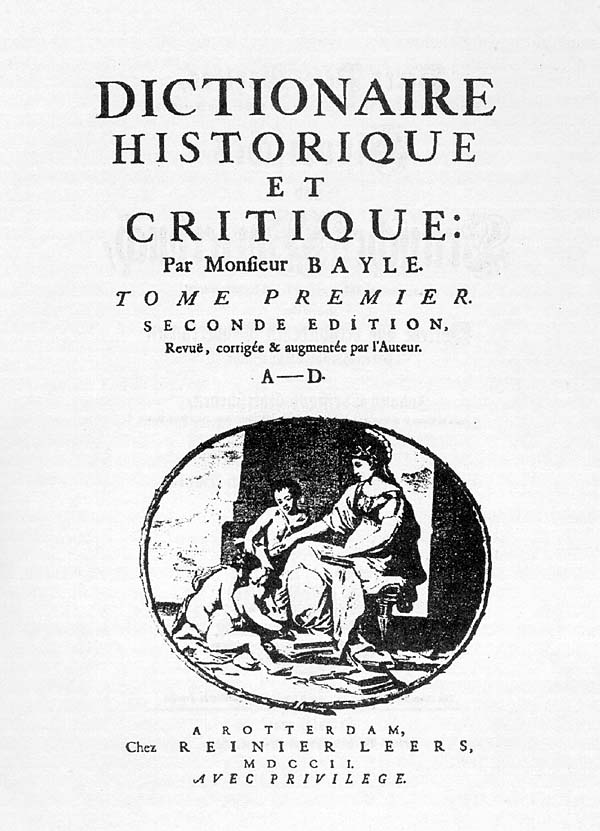
Pierre Bayle diccionario

En principio estaba previsto que el Dictionnaire historique et critique fuera una versión mejorada del Grand Dictionnaire historique (1674) —un valioso diccionario enciclopédico sobre personas famosas del jesuita Louis Moréri—, pero con el tiempo evolucionó en un tipo nuevo de obra de consulta. 
En efecto, Bayle no se limitó a recoger el estado del conocimiento contemporáneo de personajes y figuras históricas, sino que intenta ir más allá y presentar una visión crítica de este conocimiento. Reprende la actitud de aquellos que tergiversaban la Biblia para hacer uso de la violencia. Señala que Jesús nunca utilizó la violencia ni obligó a nadie a convertirse. Critica el método que usa la Iglesia de Roma en Francia para perseguir a las minorías protestantes y de otras creencias.
Introduce como absoluta novedad la forma de sus entradas: cortas y reducidas a los hechos, pero con largas notas a pie de página donde cita fuentes y autoridades, incluso aquellas que se contradicen entre sí, con lo que obliga al lector a dudar de los hechos narrados y a pensar y decidir por su cuenta. Bayle demuestra de esta forma que la historia, como se daba por supuesto anteriormente, no es simplemente reunir y presentar hechos, sino que los hechos mismos ya representan un problema y que su reconstrucción e interpretación son el principal deber del historiador. Por ello, Ernst Cassirer considera a Bayle como el creador del rigor científico en los estudios de historia.

## Últimos años
Los restantes años los dedicó Bayle a escritos diversos, contestando en varios casos críticas a su Diccionario, sobre todo de su enemigo Pierre Jurieu. Entabló una polémica particularmente interesante con tres teólogos arminianos o próximos al arminianismo: Jean Le Clerc, Jacques Bernard e Isaac Jaquelot.
Falleció en el exilio en Róterdam (Países Bajos), antes de que su obra se hiciera famosa. El Diccionario de Bayle tuvo más de 10 ediciones hasta 1760 y se convirtió en un breviario para los ilustrados.
En 1905, el ayuntamiento de Pamiers erigió un monumento en su honor, que fue destruido entre 1942 y 1944 por el régimen de Vichy.
Su pueblo natal, Carla-le-Comte, adoptó el nombre de Carla-Bayle en 1879.

## Obra
- Dictionnaire historique et critique, Rotterdam, chez Reiniers Leers, 1695-1697; 2ª éd., Rotterdam, chez Reiniers Leers, 1702; 5ª ed. aumentada de la "Vie de Mr. Bayle" por Pierre Desmaizeaux, 4 vols., Rotterdam, chez Reiniers Leers, 1740.
- Œuvres diverses, La Haye, Société d'Éditeurs, 4 vols., 1727-1731 (reimpresión: Hildesheim, Georg Olms, 1961).
- La Correspondance de Pierre Bayle, Oxford, The Voltaire Foundation, 1999.
- Diccionario histórico y crítico, Oviedo, KRK, 2012, vol. 1, inicio de su versión española.

## Sobre Bayle
- Des Maizeaux, Vie de Bayle
- L.A. Feuerbach, Pierre Bayle (1838)
- Damiron, La Philosophie en France au XVIIIe siècle, 1858-1864.
- Sainte-Beuve, “Du genie critique et de Bayle" (Revue des deux mondes, 1 de diciembre de 1855)
- A. Deschamps, La Génèse du scepticisme erudit chez Bayle, Lieja, 1878
- J. Denis, Bayle et furleu, París, 1886
- Ferdinand Brunetière, La Critique littéraire au XVIII' siècle (vol. 1, 1890), y La Critique de Bayle (1893)
- Émile Gigas, Choix de la correspondance inédite de Pierre Bayle, París, 1890, revisada en Revue critique, 22 de diciembre de 1890
- J. F. Stephen, Horae Sabbaticae, Londres, 1892, 3ª serie. pp. 174-192
- A. Cazes, P. Bayle, sa vie, ses œuvres, 1905.
- Élisabeth Labrousse, Pierre Bayle, I. Du Pays de Foix à la cité d'Erasme; II. Hétérodoxie et rigorisme, La Haya, Nijhoff, 1963-1964 (vol. II, reeditado con el título Pierre Bayle, París, Albin Michel, 1996).
- Élisabeth Labrousse, Pierre Bayle et l’instrument critique, presentación, textos, bibliografía de É. Labrousse, París, Seghers, 1965.
- Élisabeth Labrousse, Notes sur Bayle, París, Vrin, 1987.
- VV. AA., De l’Humanisme aux Lumières. Bayle et le protestantisme, Oxford, The Voltaire Foundation / París, Universitas, 1996.
- Stefano Brogi, Teologia senza verità: Bayle contro i «rationaux». Franco Angeli, Milano, 1998.

- Bunge, Wiep van, y Hans Bots, editores. Pierre Bayle (1647-1706), Le Philosophe de Rotterdam: Philosophy, Religion and Reception : Selected Papers of the Tercentenary Conference Held at Rotterdam, 7-8 December 2006. Brill, 2008.
- McKenna, Antony, y Gianni Paganini, editores. Pierre Bayle et la République des Lettres. Philosophie, religion, critique. Honoré Champion, Paris, 2004.
- Paganini, Gianni. Analisi della fede e critica della ragione nella filosofia di Pierre Bayle. La nuova Italia Editrice, Firenze, 1980.